# Entre 2 gegants
Entre 2 gegants és un llargmetratge documental dirigit per Mariel Alende O'Connell, estrenat a Televisió de Catalunya el 23 d'abril de 2011 com a tancament de la programació especial de la festa catalana de Sant Jordi. L'estrena a les sales va coincidir amb els actes commemoratius de la Diada Nacional de Catalunya de l'11 de setembre de 2012.
Els entrevistats són catalans del nord i catalanes del sud, separats des de fa tres segles per la línia fronterera pirenaica entre els estats francès i espanyol. Entre les nombroses entrevistes destaquen les participacions dels poetes i escriptors Eduard Miró, Joan Tocabens i Núria Pradas. La música del nord l'aporta Jordi Barre, mentre que les cançons del sud pertanyen al cantautor Josep Meseguer, autor de l'homenatge musical al poeta clàssic català Ausiàs Marc.

## Context i línia argumental
Mitjançant entrevistes i imatges de festes i tradicions populars, el documental es proposa evidenciar les dificultats amb què s'enfronta la cultura catalana, i en especial la seva llengua, per poder sobreviure entre dos potències culturals com França i Espanya.
El fil conductor del film és el viatge de Mariel des de casa seva, al sud dels Pirineus, fins a Perpinyà, a l'altra banda de la frontera, per rebre un premi atorgat per la Compagnie Littéraire du Genêt d'Or a una cançó que ella mateixa cantarà a la gala, sobre el poema Etern, d'Eduard Miró, musicat pel compositor Salvador Pané, que l'acompanyarà al piano.